# Élections régionales de 1991 en Sicile
Les élections régionales en Sicile pour le renouvellement de l' Assemblée régionale sicilienne ont eu lieu le 16 juin 1991, avec un taux de participation de 74,4%. 

## Déroulement
Le scrutin se tient deux semaines après le référendum italien du 12 juin 1991.  
L'alliance entre la Démocratie chrétienne et le Parti socialiste italien sort renforcée de ces élections, malgré l'émergence des scandales « tangentopoli », avec respectivement 39 et 15 sièges. La DC dépasse même ses résultats précédents (elle obtient jusqu'à 60 % des voix à Caltanissetta, augmente son score de plus de 10 points à Enna et de près de 5 points à Catane, mais perd des voix dans son fief historique d'Agrigente), reléguant au second plan le PSI, qui visait la présidence de la région en surpassant les anciens communistes, et progresse dans la province traditionnellement communiste de Raguse mais recule à Palerme, où l'assesseur régional Salvatore Lombardo obtient plus de préférence que son leader Filippo Fiorino. 
Les deux partis issus de la dissolution du PCI perdent 4 députés. Le PDS limite sa chute prédite mais perd toutefois plus de 8 points, s’effondrant dans les villes, résistant davantage dans les anciens  bastions communistes, mais perd de l'influence à Caltanissetta face à la DC et à la concurrence de la  Refondation communiste qui envoie un député à l'ARS grâce aux 3 % des suffrages régionaux.  
Le nouveau parti de centre-gauche de Leoluca Orlando, La Rete, obtient 5 députés, notamment grâce à ses scores à Palerme et dans la province où il arrive en deuxième position à seulement 8 points de la DC avec un quart des suffrages, doublant le score des socialistes, quadruplant celui du PDS et ne s, seulement 8% de moins que les démocrates chrétiens.  
Comme prévu, le MSI perd près de la moitié de ses voix et de ses sièges, les Verts, divisés, obtiennent à peine 1 %, les sicilianistes de l'ancien DC Ernesto Di Fresco la moitié, comme trois listes socialistes laïques unissant PSI, PLI et PRI.   
Dans le camp laïc, le PSDI gagne 1,1 point, porté à Palerme par Carlo Vizzini et à Agrigente par Vincenzo Lo Giudice, et devance les Républicains qui subissent le retrait d'Aristide Gunnella voulu par Giorgio La Malfa, en passant de 5,1 % à 3,6 (auxquels s'ajoute le dissident Susinni Biagio élu avec le Mouvement républicain), et les libéraux stables avec 2,8 %.  

## Gouvernements
Le président sortant Rosario Nicolosi est réélu député régional mais vise la Chambre des députés. Au terme de ces consultations, le démocrate-chrétien Vincenzo Leanza, fort du plus grand nombre de préférences (plus de 100 000 voix dans sa circonscription), est élu président de la Région par une large majorité composée de la DC, du PSI et de PSDI. Le PSI conserve la présidence de l'assemblée. 
Leanza est remplacé par le démocrate chrétien Giuseppe Campione en 1992, puis le libéral Francesco Martino en 1993, le centriste Matteo Graziano, en 1995 avec lequel se conclut la période de coalition sicilienne de centre-gauche commencée en 1961. 
À partir de 1992, une période d'instabilité politique et sociale a commencé pour la Sicile, avec les massacres de la mafia et l'opération Mains propres qui a conduit à l'arrestation de nombreux parlementaires.

## Résultats
|                            |                                                      |           |       |     |        |               |  |  |  |  |  |  |  |  |
| Listes                     | Listes                                               | Voix      | %     | +/- | Sièges | +/-           |  |  |  |  |  |  |  |  |
|                            | Démocratie chrétienne (DC)                           | 1 228 002 | 42,34 | 3,5 | 39     | 3             |  |  |  |  |  |  |  |  |
|                            | Parti socialiste italien (PSI)                       | 450 294   | 15,53 | 0,5 | 15     | 1             |  |  |  |  |  |  |  |  |
|                            | Parti démocrate de la gauche (PDS)                   | 330 873   | 11,41 | 7,9 | 13     | 6             |  |  |  |  |  |  |  |  |
|                            | Le Réseau (MPD-LR)                                   | 211 423   | 7,29  | Nv. | 5      | 5             |  |  |  |  |  |  |  |  |
|                            | Parti socialiste démocrate italien (PSDI)            | 152 306   | 5,25  | 0,9 | 6      | 2             |  |  |  |  |  |  |  |  |
|                            | Mouvement social italien - Droite nationale (MSI-DN) | 138 732   | 4,78  | 4,4 | 5      | 3             |  |  |  |  |  |  |  |  |
|                            | Parti républicain italien (PRI)                      | 104 912   | 3,62  | 1,5 | 3      | 2             |  |  |  |  |  |  |  |  |
|                            | Parti de la refondation communiste (PRC)             | 91 826    | 3,17  | Nv. | 1      | 1             |  |  |  |  |  |  |  |  |
|                            | Parti libéral italien (PLI)                          | 79 562    | 2,74  | 0,1 | 2      | 1             |  |  |  |  |  |  |  |  |
|                            | Fédération des Verts (FdV)                           | 27 319    | 0,94  | 0,3 | 0      | en stagnation |  |  |  |  |  |  |  |  |
|                            | Mouvement républicain (MR)                           | 18 905    | 0,65  | Nv. | 1      | 1             |  |  |  |  |  |  |  |  |
|                            | Union populaire sicilienne (UPS)                     | 16 562    | 0,57  | Nv. | 0      | en stagnation |  |  |  |  |  |  |  |  |
|                            | PLI-PRI                                              | 14 011    | 0,48  | Nv. | 0      | en stagnation |  |  |  |  |  |  |  |  |
|                            | Alliance démocratique des Nebrodi                    | 13 349    | 0,46  | Nv. | 0      | en stagnation |  |  |  |  |  |  |  |  |
|                            | Verts siciliens                                      | 7 350     | 0,25  | Nv. | 0      | en stagnation |  |  |  |  |  |  |  |  |
|                            | Ligue de la Sicile méridionale                       | 5 206     | 0,18  | Nv. | 0      | en stagnation |  |  |  |  |  |  |  |  |
|                            | Autres                                               | 9 386     | 0,32  | -   | 0      | -             |  |  |  |  |  |  |  |  |
|                            |                                                      |           |       |     |        |               |  |  |  |  |  |  |  |  |
| Total                      | Total                                                | 2 900 018 | 100   | -   | 90     | en stagnation |  |  |  |  |  |  |  |  |
| Source : Istituto Cattaneo |                                                      |           |       |     |        |               |  |  |  |  |  |  |  |  |

## Députés régionaux

### Composition historique
| Députés                     | Liste | Collège |
| --------------------------- | ----- | ------- |
| Giuseppe Abbate             | DC    | EN      |
| Francesco Aiello            | PDS   | RG      |
| Bernardo Alaimo             | DC    | CL      |
| Giuseppe Avellone           | DC    | PA      |
| Filadelfio Basile           | DC    | CT      |
| Giovanni Battaglia          | PDS   | RG      |
| Maria Letizia Battaglia     | RETE  | PA      |
| Enzo Bianco                 | PRI   | CT      |
| Nicola Bono                 | MSI   | SR      |
| Antonio Borrometi           | DC    | RG      |
| Giovanni Burtone            | DC    | CT      |
| Filippo Butera              | DC    | CL      |
| Giuseppe Campione           | DC    | ME      |
| Francesco Canino            | DC    | TP      |
| Angelo Capitummino          | DC    | PA      |
| Angelo Capodicasa           | PDS   | AG      |
| Antonino Consiglio          | PDS   | SR      |
| Vincenzo Costa              | PSDI  | TP      |
| Vladimiro Crisafulli        | PDS   | EN      |
| Nicolò Cristaldi            | MSI   | TP      |
| Salvatore Cuffaro           | DC    | PA      |
| Giuseppe D'Andrea           | DC    | ME      |
| Saverio Damagio             | DC    | CL      |
| Francesco Di Martino        | PSI   | PA      |
| Filippo Maria Drago         | DC    | CT      |
| Giuseppe Drago              | PSI   | RG      |
| Angelo Errore               | DC    | AG      |
| Claudio Fava                | RETE  | CT      |
| Filippo Fiorino             | PSI   | PA      |
| Giuseppe Firrarello         | DC    | CT      |
| Salvo Fleres                | PRI   | CT      |
| Antonino Galipò             | DC    | ME      |
| Giuseppe Giammarinaro       | DC    | TP      |
| Giuseppe Gianni             | DC    | SR      |
| Francesco Girolamo Giuliana | DC    | PA      |
| Francesco Paolo Gorgone     | DC    | PA      |
| Luigi Granata               | PSI   | AG      |
| Matteo Graziano             | DC    | PA      |
| Massimo Grillo              | DC    | TP      |
| Luigi Gulino                | PDS   | CT      |
| Alfredo Gurrieri            | DC    | RG      |
| Vittorino La Placa          | DC    | PA      |
| Francesco La Porta          | PDS   | TP      |
| Salvatore Leanza            | PSI   | CT      |
| Vincenzo Leanza             | DC    | ME      |
| Vincenzo Leone              | PSI   | TP      |
| Mario Libertini             | PDS   | CT      |
| Diego Lo Giudice            | PSDI  | CT      |
| Vincenzo Lo Giudice         | PSDI  | AG      |
| Raffaele Lombardo           | DC    | CT      |
| Salvatore Lombardo          | PSI   | PA      |
| Pietro Maccarone            | PRC   | CT      |
| Francesco Magro             | PRI   | PA      |
| Carmine Mancuso             | RETE  | PA      |
| Pasqualino Mannino          | DC    | AG      |
| Serafino Marchione          | PSI   | ME      |
| Francesco Martino           | PLI   | ME      |
| Mario Mazzaglia             | PSI   | EN      |
| Giuseppe Merlino            | DC    | ME      |
| Accursio Montalbano         | PDS   | AG      |
| Santi Nicita                | PSDI  | SR      |
| Nicolò Nicolosi             | DC    | PA      |
| Rosario Nicolosi            | DC    | CT      |
| Luciano Ordile              | DC    | ME      |
| Leoluca Orlando             | RETE  | PA      |
| Renato Palazzo              | PSDI  | PA      |
| Giovanni Palillo            | PSI   | AG      |
| Leonardo Pandolfo           | PLI   | PA      |
| Benito Paolone              | MSI   | CT      |
| Giovanni Parisi             | PDS   | PA      |
| Bartolo Pellegrino          | PSI   | TP      |
| Vincenzo Petralia           | PSI   | CT      |
| Paolo Piccione              | PSI   | ME      |
| Francesco Piro              | RETE  | PA      |
| Salvatore Placenti          | PSI   | CL      |
| Salvatore Plumari           | DC    | EN      |
| Sebastiano Purpura          | DC    | PA      |
| Sebastiano Ragno            | MSI   | ME      |
| Carmelo Saraceno            | PSI   | SR      |
| Salvatore Sciangula         | DC    | AG      |
| Francesco Sciotto           | PSDI  | ME      |
| Gioachino Silvestro         | PDS   | ME      |
| Fausto Spagna               | DC    | SR      |
| Calogero Arturo Speziale    | PDS   | CL      |
| Sebastiano Spoto Puleo      | DC    | SR      |
| Domenico Sudano             | DC    | CT      |
| Biagio Susinni              | MR    | CT      |
| Gaetano Trincanato          | DC    | AG      |
| Francesco Virga             | MSI   | PA      |
| Giusepina Zacco La Torre    | PDS   | PA      |

### Changements dans la composition de l'Assemblée
- Danila Amabile (succède à Giuseppe Giammarinaro)
- Alfonso Barba (succède à Filippo Fiorino)
- Salvino Barbagallo (succède à Biagio Susinni)
- Giuseppe Mario Basile (succède à Antonio Carullo)
- Gaspare Bonfanti (succède à Leoluca Orlando)
- Carmelo Briguglio (succède à Sebastiano Ragno)
- Sebastiano Burgaretta Aparo (succède à Giuseppe Gianni après le renoncement de Benedetto Brancati)
- Biagio Cantone (succède à Santi Nicita)
- Antonio Carullo (remplace Raffaele Lombardo, nommé assesseur, puis Giovanni Burtone, démissionnaire; et titulaire par décision de justice en 1996 du siège initialement attribué à Giuseppe D'Agostino)
- Antonino Cicero (remplace Bernardo Alaimo)
- Giuseppe D'Agostino (succède à Rosario Nicolosi; le siège est ensuite attribué à Antonio Carullo)
- Nunzio Di Stefano (succède à Vincenzo Petralia)
- Fabio Granata (succède à Nicola Bono)
- Vincenzo Guarnera (succède à Claudio Fava)
- Angelo La Russa (succède à Salvatore Sciangula)
- Rudy Maira (succède à Filippo Butera)
- Mario Giuseppe Maugeri (remplace Raffele Lombardo, après la nomination effective d'Antonio Carullo comme député)
- Manlio Mele (succède à Carmine Mancuso)
- Sergio Mulè (remplace Francesco Paolo Gorgone, puis est nommé député titulaire)
- Giovanni Pezzino (remplace Giuseppe D'Agostino)
- Maria Pistorino (succède à Giuseppe Merlino)
- Giovanni Pollicino (remplace Luciano Ordile ; succède à Antonino Galipò)
- Alfio Pulvirenti (remplace Enzo Bianco)
- Nino Strano (succède à Benito Paolone)
- Giuseppe Venuto (remplace Paolo Piccione après la démission d'Aldino Sardo Infirri)
- Salvatore Zago (succède à Francesco Aiello)